# Paulos Abraham
Paulos Abraham (Solna, 16 juli 2002) is een Zweeds voetballer die doorgaans als vleugelspeler speelt. In februari 2021 maakte hij de overstap van het Zweeds AIK Fotboll naar FC Groningen.

## Clubcarrière

### IF Brommapojkarna (jeugd)
Abraham groeide op in de Stockholmse voorstad Husby en begon op vijfjarige leeftijd met voetballen. Twee jaar later sloot hij zich aan bij IF Brommapojkarna. Hij doorliep alle jeugdelftallen bij de club uit Bromma waarbij hij met de Onder-17 de League Cup wist te winnen. Hij speelde op 24 maart 2019 mee in de finale tegen zijn leeftijdsgenoten van Hammarby IF. In de met 3-0 gewonnen wedstrijd scoorde hij het eerste en tweede doelpunt. In het seizoen 2019 maakte hij in de 4e speelronde als linkerspits zijn debuut in de Onder-19 tijdens de wedstrijd tegen Assyriska FF. In de met 7-1 gewonnen thuiswedstrijd maakte hij zijn eerste doelpunt. Hij speelde nog vier wedstrijden tijdens het seizoen waarin hij met twee doelpunten tegen Hammarby en drie tegen Djurgårdens IF trefzeker was.

### IF Brommapojkarna
Op 8 februari 2020 tekende Abraham een tweejarig contract bij IF Brommapojkarna en werd voor het seizoen 2020 onderdeel van de eerste selectie. Op 24 februari maakte hij zijn debuut tijdens de poulewedstrijden voor de Svenska Cupen . In de met 2-2 gelijk gespeelde uitwedstrijd tegen GIF Sundsvall  stond hij voor de eerste keer in de basis en scoorde hij in de dertiende minuut zijn eerste doelpunt. Hij kwam nog twee keer in actie om daarna een volgende stap in zijn carrière te zetten. In de bekerwedstrijden tegen Hammarby en Varbergs BoIS.

### AIK Fotboll
In maart 2020 tekende Abraham een contract tot eind 2023 bij AIK Fotboll uit Solna. Hij werd daarmee ploeggenoot van Kolbeinn Sigthórsson, Sebastian Larsson en Per Karlsson. Trainer Rikard Norling liet hem op 14 juni tijdens de eerste wedstrijd van het seizoen 2020 debuteren in de Allsvenskan in de met 0-2 gewonnen uitwedstrijd tegen Örebro SK. Tijdens de kwartfinale van de Svenska Cupen tegen Malmö FF maakte hij twee weken later zijn eerste doelpunt. Hij scoorde de 0-1 in de met 4-1 verloren wedstrijd. Abraham werd met 2x geel van het veld gestuurd. Op 5 juli maakte hij zijn eerste doelpunt in de Allsvenksa tijdens de met 1-1 gelijk gespeelde thuiswedstrijd tegen Falkenbergs FF. Hij maakte in de blessuretijd de gelijkmaker. Op 6 december speelde hij tegen Elfsborg na 27 wedstrijden zijn laatste minuten voor AIK Fotboll.

### FC Groningen
In februari 2021 kwam Abraham over naar FC Groningen. Hij werd eerst voor een half jaar gehuurd met een optie tot koop. Hij werd ploeggenoot van zijn landgenoten Gabriel Gudmundsson en Ramon Pascal Lundqvist. Op 13 februari 2021 maakte Abraham zijn debuut in de Eredivisie. In de 22e speelronde bracht trainer Danny Buijs hem in de 78e minuut voor Alessio Da Cruz in het veld tijdens de met 1-0 gewonnen thuiswedstrijd tegen PEC Zwolle. In de 24e competitieronde maakte hij zijn eerste doelpunt en was daarmee de matchwinner in de met 1-0 gewonnen thuiswedstrijd tegen Fortuna Sittard. In de 50e minuut maakte hij na een voorzet van Thomas Suslov het enige doelpunt nadat hij voor Jorgen Strand Larsen in het veld was gekomen. Hij was met zijn 18 jaar en 227 dagen de jongste Zweed die ooit scoorde in de eredivisie. Op 7 maart 2021 stond Abraham voor de eerste keer in de basis in de met 3-1 verloren uitwedstrijd tegen Ajax. Hij werd in de rust gewisseld voor Patrick Joosten. FC Groningen eindigde in het seizoen 2020/21 op de zevende plaats in de reguliere competitie. Hetgeen deelname aan de play-offs betekende waarin tegen FC Utrecht werd gespeeld. Abraham kwam alleen in de uitwedstrijd in actie. FC Groningen werd uitgeschakeld. Abraham speelde negen wedstrijden waarin hij één maal scoorde. Dit was voor FC Groningen voldoende om hem definitief van AIK over te nemen waarvoor ze een bedrag van € 2 miljoen betaalden. Een behoorlijke uitgave voor de Trots van het Noorden. Ze betaalden in het verleden alleen meer voor Marcus Berg (4 miljoen euro), Oluwafemi Ajilore (3,3 miljoen euro) en Nicklas Pedersen (2,2 miljoen euro).
Wegens een blessuremiste Abraham een groot deel van de voorbereiding van het seizoen 2021/22 en kwam in de vierde competitieronde tegen Heerenveen in de 65e minuut voor de eerste keer in actie. Tijdens de Derby van het Noorden kwam hij in het veld voor Patrick Joosten. Het lukte Abraham niet om een vaste basisplaats te veroveren en kwam op 19 januari 2022 in de achtste finale van de KNVB beker in de met 1-2 verloren thuiswedstrijd tegen NEC voor de eerste keer in het basiselftal terecht. Hij gaf in deze wedstrijd de assist waaruit Michael de Leeuw wist te scoren. In de competitie moest hij wachten tot de 31e competitieronde voordat hij voor het eerst een volledige wedstrijd speelde. Op 1 mei 2022 tijdens de met 3-1 verloren uitwedstrijd tegen RKC stond hij tot het laatste fluitsignaal op het veld.
In het seizoen 2022/23 lukte het Abraham onder de nieuwe trainer Frank Wormuth wederom niet om een vaste basisplaats te veroveren. In de vierde competitieronde tijdens de uitwedstrijd tegen NEC speelde hij voor de eerste keer de volledige 90 minuten mee. In november 2022 was hij het middelpunt van een rel nadat RTV Noord naar buiten bracht dat zijn American Stafford een chihuahua in zijn woonflat had doodgebeten en de bewoners zich niet veilig waanden. De spelersgroep en technische staf vonden dat RTV Noord te ver was gegaan en besloten om journalisten van de omroep niet meer te woord te staan. Een paar dagen later werd de boycot opgeheven maar stelde FC Groningen wel voorwaarden aan de verdere samenwerking. Deze zouden later eveneens komen te vervallen.  Door alle commotie had FC Groningen Abraham tot de winterstop op vakantie gestuurd. Bij terugkomst raakte hij aan zijn knie geblesseerd waarna een operatie volgde. Hij kwam de rest van het seizoen niet meer in actie. FC Groningen eindigde op de 18e plaats en degradeerde naar de Eerste Divisie.
Tijdens de voorbereiding op het seizoen 2023/24 sukkelde Abraham wederom met een knieblessure. In de derde speelronde maakte hij zijn eerste minuten in de Eerste divisie. Op 27 augustus 2023 kwam hij in de rust in het elftal voor zijn landgenoot Daleho Irandust in de met 0-0 gelijk gespeelde thuiswedstrijd tegen Willem II. Eén speelronde later stelde Dick Lukkien hem voor de eerste keer op in het basiselftal. Na 65 minuten kwam Noam Emeran voor hem in het veld tijdens de met 0-2 gewonnen uitwedstrijd tegen TOP Oss. Op 18 september 2023 maakte hij zijn eerste doelpunt van het seizoen tijdens de met 4-0 gewonnen thuiswedstrijd tegen Jong PSV. Na een assist van Luciano Valente maakte hij in de 32e minuut de 3-0.

## Clubstatistieken
| Seizoen                       | Club              | Competitie      | Competitie | Competitie | Beker | Beker | Internationaal | Internationaal | Overig | Overig | Totaal | Totaal |
| Seizoen                       | Club              | Competitie      | Wed.       | Dlp.       | Wed.  | Dlp.  | Wed.           | Dlp.           | Wed.   | Dlp.   | Wed.   | Dlp.   |
| ----------------------------- | ----------------- | --------------- | ---------- | ---------- | ----- | ----- | -------------- | -------------- | ------ | ------ | ------ | ------ |
| 2020                          | IF Brommapojkarna | Ettan Norra     | 0          | 0          | 3     | 1     | 0              | 0              | 0      | 0      | 3      | 1      |
| 2020                          | AIK Fotboll       | Allsvenskan     | 27         | 3          | 1     | 1     | 0              | 0              | 0      | 0      | 28     | 4      |
| 2020/21                       | → FC Groningen    | Eredivisie      | 13         | 2          | 0     | 0     | 0              | 0              | 1      | 0      | 14     | 2      |
| 2021/22                       | FC Groningen      | Eredivisie      | 29         | 0          | 2     | 0     | 0              | 0              | 0      | 0      | 31     | 0      |
| 2022/23                       | FC Groningen      | Eredivisie      | 8          | 0          | 1     | 0     | 0              | 0              | 0      | 0      | 9      | 0      |
| 2023/24                       | FC Groningen      | Eerste Divisie  | 6          | 1          | 0     | 0     | 0              | 0              | 0      | 0      | 6      | 1      |
| Carrière totaal               | Carrière totaal   | Carrière totaal | 83         | 6          | 7     | 2     | 0              | 0              | 1      | 0      | 91     | 8      |
| Bijgewerkt op 14 oktober 2023 |                   |                 |            |            |       |       |                |                |        |        |        |        |

- In het seizoen 2020/21 speelde Abraham met FC Groningen in de play-offs.

## Interlandloopbaan
- Abraham werd op jonge leeftijd geselecteerd voor het zogenaamde “Future Team”. Een initiatief van de Zweedse voetbalbond bedoeld voor jonge spelers die zich fysiek nog niet ontwikkeld hebben en die onder dreigen te sneeuwen bij hun leeftijdsgenoten.[40] In 2018 deed hij vanuit dit initiatief mee aan een vierlandentoernooi in Denemarken. Op 17 April 2018 maakte Abraham op dat toernooi zijn debuut tijdens de met 3-0 gewonnen wedstrijd tegen België en deed eveneens mee tegen Denemarken en Tsjechië. [41][42][43]
- Op 10 oktober 2019 speelde hij in Onder-19 een oefenwedstrijd tegen Tsjechië. Hij kwam 18 minuten voor het einde op het veld.[44] Hij speelde deze interland samen met o.a. Hussein Ali en Aimar Sher.
- In 2020 maakte hij zijn debuut in Onder-21 en speelde hij op 9 oktober vijf minuten mee in de EK-kwalificatiewedstrijd tegen zijn leeftijdsgenoten uit Luxemburg. Hij kwam vijf minuten voor het einde in het veld voor Pontus Almqvist.[45] Tijdens deze wedstrijd maakte ook Armin Gigović zijn debuut.[46] Een paar dagen later scoorde hij in de 23 minuten dat hij meespeelde zijn eerste en tweede doelpunt.[47] In de met 10-0 gewonnen wedstrijd tegen Armenië.[48]  Abraham speelde in de Onder-21 met Jesper Karlsson en Amin Sarr.
- Abraham kwam in totaal 8 keer uit voor een Zweeds jeugdelftal. Hij maakte tijdens deze wedstrijden in totaal twee doelpunten. Op 9 juni 2022 speelde hij zijn laatste wedstrijd tijdens de met 1-1 gelijk gespeelde EK-kwalificatiewedstrijd tegen Italië.[49]

## Interlandstatistieken
| Jeugd-interlands van Paulos Abraham Zweden | Jeugd-interlands van Paulos Abraham Zweden | Jeugd-interlands van Paulos Abraham Zweden | Jeugd-interlands van Paulos Abraham Zweden | Jeugd-interlands van Paulos Abraham Zweden | Jeugd-interlands van Paulos Abraham Zweden |
| №                                          | Datum                                      | Wedstrijd                                  | Uitslag                                    | Soort Wedstrijd                            | Doelpunten                                 |
| Als speler bij Future Team                 | Als speler bij Future Team                 | Als speler bij Future Team                 | Als speler bij Future Team                 | Als speler bij Future Team                 | Als speler bij Future Team                 |
| ------------------------------------------ | ------------------------------------------ | ------------------------------------------ | ------------------------------------------ | ------------------------------------------ | ------------------------------------------ |
| 1.                                         | 17 April 2018                              | Zweden – België                            | 0 - 3                                      | Vriendschappelijk                          | 0                                          |
| 2.                                         | 18 April 2018                              | Denemarken – Zweden                        | 2 – 1                                      | Vriendschappelijk                          | 0                                          |
| 3.                                         | 20 April 2018                              | Zweden – Tsjechië                          | 0 – 5                                      | Vriendschappelijk                          | 0                                          |
| Als speler bij Onder-19                    |                                            |                                            |                                            |                                            |                                            |
| 1.                                         | 10 november 2019                           | Tsjechië – Zweden                          | 3 – 1                                      | Vriendschappelijk                          | 0                                          |
| 2.                                         | 12 november 2019                           | Zweden – Turkije                           | 1 – 1                                      | Vriendschappelijk                          | 0                                          |
| Als speler bij Onder-21                    |                                            |                                            |                                            |                                            |                                            |
| 1.                                         | 9 oktober 2020                             | Zweden – Luxemburg                         | 4 – 0                                      | EK-Kwalificatie                            | 0                                          |
| 2.                                         | 13 oktober 2020                            | Zweden – Armenië                           | 10 – 0                                     | EK-Kwalificatie                            | 2                                          |
| 3.                                         | 18 oktober 2020                            | Italië – Zweden                            | 4 – 1                                      | EK-Kwalificatie                            | 0                                          |
| 4.                                         | 3 juni 2021                                | Zweden – Finland                           | 2 – 0                                      | Vriendschappelijk                          | 0                                          |
| 5.                                         | 16 november 2021                           | Ierland – Zweden                           | 1 – 0                                      | EK-Kwalificatie                            | 0                                          |
| 6.                                         | 29 maart 2022                              | Zweden – Ierland                           | 1 – 0                                      | EK-Kwalificatie                            | 0                                          |
| 7.                                         | 2 juni 2022                                | Luxemburg – Zweden                         | 0 – 3                                      | EK-Kwalificatie                            | 0                                          |
| 8.                                         | 9 juni 2022                                | Zweden – Italië                            | 1 – 1                                      | EK-Kwalificatie                            | 0                                          |

## Persoonlijk
Om een beter bestaan op te bouwen zijn de ouders van Abraham gevlucht uit Eritrea waarna hij in Zweden werd geboren. Op zijn achtste overleed zijn broer Henoch in zijn slaap aan de gevolgen van een hartaandoening. Tijdens zijn jeugdjaren was de Zweedse voetballer van Ghanese afkomst Robin Quaison zijn grote voorbeeld, die net als Abraham uit de wijk Husby komt.